# Dallas Seavey

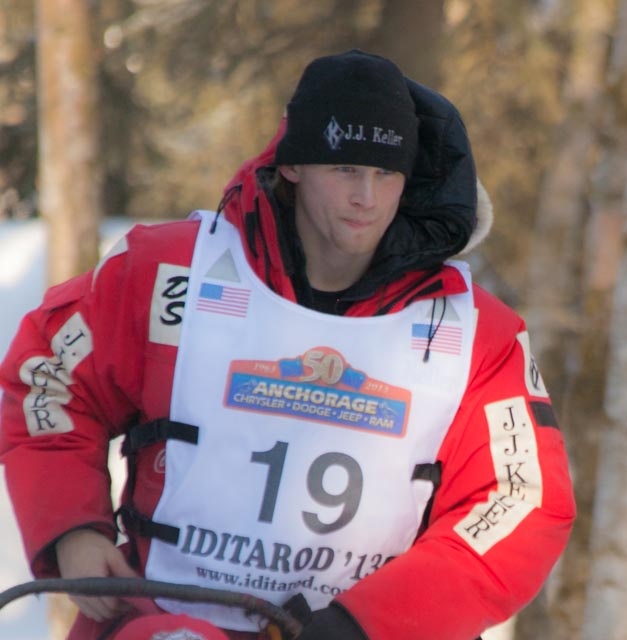
Dallas Seavey 2012 in Anchorage

Dallas Seavey (* 4. März 1987 in Virginia) ist ein amerikanischer Musher. Er hat das Iditarod-Hundeschlittenrennen bisher sechsmal (2012, 2014, 2015, 2016, 2021 und 2024) gewonnen. Bei seinem ersten Sieg war er der jüngste Musher, dem dieser bedeutende Sieg gelungen ist.

## Werdegang

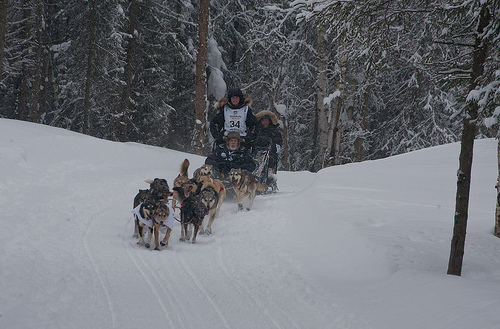
Dallas Seavey unterwegs durch Anchorage bei der ersten Etappe des Iditarod 2012

Geboren als Sohn von Mitch Seavey, der 2017 zum 3. Mal Iditarod-Champion wurde, zog er im Alter von 5 Jahren nach Seward in Alaska. Dort half er seinem Vater beim Trainieren der Hunde. Als er alt genug war, selber an Rennen teilzunehmen, begannen seine Erfolge. Er gewann 2011 den Yukon Quest und wurde 2012 jüngster Iditarod-Sieger aller Zeiten (mit einem Vorsprung von weniger als zwei Minuten!). Bei seinem Sieg 2014 stellte er den Streckenrekord von 8 Tagen, 13 Stunden und 4 Minuten auf. Im Jahre 2016 verbesserte er seinen eigenen Streckenrekord auf 8 Tage 11h 20m 16s. Er verwies dabei seinen Vater Mitch mit nur 45 Minuten Vorsprung auf den zweiten Platz. Daneben hat er diverse nationale Preise errungen.
Am Rennen 2018 nahm er nicht teil. Er wird des Dopings seiner Hunde beim Rennen 2017 verdächtigt, bei dem im Blut von vier seiner Tiere eine verbotene Substanz (Tramadol) nachgewiesen werden konnte. Die Rennveranstalter konnten Seavey ein Doping nicht nachweisen und er selber bestritt die Vorwürfe.
Heute lebt Seavey in Willow zusammen mit seiner Frau Jen, die ebenfalls schon am Iditarod teilgenommen hatte. Sie haben eine Tochter.
Seavey nahm mehrmals an Folgen der amerikanischen Survival-Serie Ultimate Survival Alaska teil.